# لويز غوستافو دي ألميدا بينتو
لويز غوستافو دي ألميدا بينتو هو لاعب كرة قدم برازيلي في مركز حراسة المرمى، ولد في 10 مارس 1993 في كولاتينا في البرازيل. شارك مع منتخب البرازيل تحت 20 سنة لكرة القدم. أما مع النوادي، فقد لعب مع نادي فيتوريا.

## وصلات خارجية
- لويز غوستافو دي ألميدا بينتو على موقع قاعدة بيانات كرة القدم.إي يو (الإنجليزية)
- لويز غوستافو دي ألميدا بينتو على موقع Soccerway.com (الإنجليزية)